# پروهود
پروهود (به بلغاری: Prohod) یک منطقهٔ مسکونی در بلغارستان است که در استان بورگاس واقع شده‌است.